# Steg-Hohtenn
Steg-Hohtenn – miejscowość i gmina (Politische Gemeinde) w południowej Szwajcarii, w kantonie Valais, w okręgu (Bezirk) Westlich Raron. Leży nad Rodanem. Powstała 1 stycznia 2009 z połączenia gminy Steg z gminą Hohtenn.

## Demografia
W Steg-Hohtenn mieszka 1711 osób. W 2022 roku 17,7% populacji gminy stanowiły osoby urodzone poza Szwajcarią. 

## Transport
Przez teren gminy przebiegają autostrada A9 oraz drogi główne nr 9 i nr 509. 